# Alanis Morissette
Alanis Nadine Morissette (Ottawa, 1974. június 1. –) többszörös Grammy-díjas kanadai-amerikai énekes, dalszövegíró, zenei producer és színésznő. 12 Juno- és nyolc Grammy-díjat nyert. Világszerte több mint 60 millió példányt adtak el az albumaiból.
Alanis karrierje Kanadában kezdődött. Tinédzserkorában két dance-pop albumot adott ki az MCA Records kiadásában, az Alanis-t és a Now Is The Time-ot. Az első nemzetközi albuma a rock-befolyású Jagged Little Pill, ami minden idők legtöbb példányban elkelt debütáló albuma egy énekesnőtől Amerikában, világszerte pedig minden idők legtöbb példányban elkelt debütáló albuma a zenei történelemben. Alanis az első album után elkezdte készíteni a következőket, amiknek nagy elvárásoknak kellett megfelelniük. Ezek az albumok a Supposed Former Infatuation Junkie, Under Rug Swept, So-Called Chaos és a 2008 májusában megjelent Flavors of Entanglement.

## Biográfia

### Gyermekkor
Alanis Morissette Kanadában, Ottawában látta meg a napvilágot, egy francia-kanadai apa (Alan Richard Morissette) és egy magyarországi zsidó anya (Georgia Mary Ann Feuerstein) gyermekeként,  aki 1956-ban hagyta el családjával a Magyarországot. Két testvére van, egy ikertestvére, Wade Imre és egy bátyja, Chad. Hatévesen elkezdett zongorázni és rájött, hogy a művészeteken keresztül akarja kifejezni magát. 1984-ben megírta első dalát a "Fate Stay With Me"-t, amit elküldött egy helyi énekesnek, Lindsay Morgannek, aki támogatta Alanist.
1986-ban mutatkozott be mint színésznő: öt részben szerepelt a You Can't Do That On Television című gyerekműsorban. A pénzből, amit a szerepért kapott, megjelentette a "Fate Stay With Me" dalát kislemezként, a kiadót, amelyik kiadta a kislemezt, ő és Morgan alapította. A kislemezt limitált darabban adták ki és a rádiók is játszották egy kicsit. 1985-ben és 1988-ban fellépett az Orpheus Musical Theatre Society-vel. Középiskolás éveit az Immaculata High School-ban és a Glebe Collegiate Institute-ban töltötte, Ottawában.
Egy New York-i meghallgatáson bemutatkozott a Star Search nevű amerikai tehetségkutatóban, ahol művésznévként Alanis Nadine-t használt. Los Angeles-be repült, hogy szerepeljen a műsorban, de kiesett az első kör után. 1988-ban aláírt egy szerződést az MCA Publishing-gel, ami segített neki egy független kiadóhoz jutni.

### 1990–1993:AlanisésNow Is the Time
Alanis első albumát, az Alanis-t 1991-ben jelentette meg Kanadában az MCA Records. Az albumon minden dal írásában közreműködött Alanis Leslie Howe mellett, aki az album producere volt. A megjelenéskor lecserélte a művésznevét simán Alanis-ra. Az album platina státuszt ért el Kanadában és az első kislemez, a "Too Hot" a top 20-ba került az RPM kislemezlistán. További kislemezek: "Walk Away" , "Feel Your Love", "Plastic". Stílusa hasonló volt több amerikai tinisztár, például Debbie Gibson és Tiffany stílusához. Az album megjelenése után ő volt az előzenekar a rapper Vanilla Ice turnéján. Alanist három Juno díjra jelölték 1992-ben: Most Promising Female Vocalist of the Year ("Az év legbiztatóbb női vokalistája") /ezt a díjat megnyerte/, Single of the Year ("Az év kislemeze") és Best Dance Recording (Legjobb dance felvétel) /utóbbi kettőt a "Too Hot"-ért/.
14 és 18 éves kora között anorexiában és bulimiában szenvedett, amit az orvosok az első album készítésekor ránehezedő nyomásnak és a kemény munkának tulajdonítottak. Visszahívták a stúdióba, hogy felvegyenek néhány dalt, de kiderült, hogy aki visszahívta, csak arról akart beszélni vele, hogy ha kövér, nem lehet sikeres. Diétázni kezdett és csak répát, feketekávét és Melba pirítóst fogyasztott. A súlya 70 és 90 kilogramm között mozgott. Ezután egy terápiába kezdett.[forrás?]
1992-ben megjelent a második albuma, a Now Is The Time. Sok ballada található az albumon, amik sokkal mélyrehatóbb szövegűek, mint az előző album dalai. A dalokat Alanis, és az album producerei, Leslie Howe és Serge Côté írta. Mint az Alanis, a Now Is The Time is csak Kanadában jelent meg. A kislemezek: "An Emotion Away", "No Apologies" és "Real World". Az eladások jóval kisebbek voltak, mint az első albumé. Alanis két album után elhagyta az MCA Kanada kiadót másik szerződés nélkül.
Ebben az időszakban találkozott Dave Coulier-rel a Full House Fame című televíziós műsorban. 1993-ban szerepelt a Just one of the Girls című filmben. Carey Haim-et alakította, amit szörnyűnek nevezett.

### 1993-1995: Költözés Los Angelesbe
1993-ban Alanis, mikor befejezte a középiskolát, Ottawából Torontóba költözött. Életében először élt egyedül. Egy sereg dalszövegíróval találkozott, de a visszajelzések miatt csalódott volt. Pár hónappal később Nashville-be utazott, de az is eredménytelennek bizonyult. Alanis abban reménykedett, hogy találkozik egy közreműködővel, ezért elkezdett Los Angelesbe utazgatni és dolgozni annyi előadóval, amennyivel csak tudott.
Ez idő alatt találkozott Glen Ballard dalszövegíró producerrel és tíz perccel a találkozás után elkezdtek kreatívan kísérletezni. Ballard volt az első közreműködő, aki bátorította Alanist, hogy fejezze ki az érzelmeit. Ők ketten írták és vették fel Alanis harmadik albumát a Jagged Little Pill-t. 1995 tavaszán végül aláírt egy szerződést a Maverick Records-szal.

### 1995-1998Jagged Little Pill
A Maverick Records 1995-ben nemzetközileg megjelentette a Jagged Little Pill-t. Az album egész jól fogyott ahhoz, hogy Alanis folytathassa, de minden megváltozott, amikor az album első kislemezét, a "You Oughta Know"-t elkezdte játszani egy befolyásos Los Angeles-i rádió DJ-je. A dal azonnal nagy figyelmet kapott a szókimondó, nyílt dalszövege miatt. A dal videóklipje pedig óriási "fordulatszámmal" futott az MT-n és a MuchMusic-on.
A "You Oughta Know" sikere után az album többi kislemeze segített a Jagged Little Pill-nek a toplisták élére kerülni. Az "All I Really Want" és a "Hand In My Pocket" követte a "You Oughta Know" sikereit, de a negyedik amerikai kislemez, az "Ironic" lett Alanis legsikeresebb dala. Az ötödik és hatodik kislemez , a "You Learn" és a "Head Over Feet" segített a Jagged Little pill-nek a Billboard 20-as albumlistáján a top húszban maradni több mint egy évig. Az RIAA (Amerikai Hanglemezkiadók Szövetsége) szerint minden idők legnagyobb példányszámában elkelt debütálóalbuma egy női előadótól több mint tizennégy millió eladott darabbal csak Amerikában. Világszerte több mint harminc milliót adtak el belőle, ezzel minden idők második legnagyobb példányszámban elkelt albuma női előadótól és minden idők legnagyobb példányszámban elkelt debütálóalbuma. Alanis népszerűsége jelentősen megnőtt Kanadában, ahol az album tizenkétszeres platinalemez lett és négy RPM listavezetője is lett: A "Hand in My Pocket", az "Ironic", a "You Learn" és a "Head Over Feet". Az album Ausztráliában és Nagy Britanniában szintén nagy siker lett.
Alanis Jagged Little Pill-es sikerén felbuzdulva sok énekesnő tűnt fel, mint például Tracy Bonham, Meredith Brooks és Patti Rothberg vagy a 2000-es évek elején Avril Lavigne és Pink. Alanis és az album 6 Juno-díjat nyert 1996-ban: Album of the Year (Az év albuma), Single of the Year /"You Oughta Know"/ (Az év kislemeze - "You Oughta Know"), Female Vocalist of the Year (Az év énekesnője), Songwriter of the Year (Az éve dalszövegírója) és Best Rock Album (Legjobb rock album). Az 1996-os Grammy-díj átadásánál megnyerte a Best Female Rock Vocal (Legjobb női rock ének), Best rock Song (Legjobb rock dal) /mindkettőt a "You Oughta Know"-ért/, Best Rock Album (Legjobb rock album) és Album of the Year (Az év albuma) díjakat.
Később, 1996-ban Alanis egy tizennyolc hónapos világkörüli turnéra indult a Jagged Little Pill dalaival. Kis klubokban kezdte és a turné végére óriási stadionokban énekelt. A Foo Fighters mostani dobosa volt a turnén a dobos. Az 1997-es Grammy-díjon az "Ironic" két jelölést kapott, a Record of the Year (Az év felvétele) és a Best Music Video, Short Form (Legjobb rövid videó /videóklip/) és megnyerte az 1997-es Juno-díj Single of the Year (Az év kislemeze) kategóriáját, a '97-es Juno-n ezenkívül megnyerte a Songwriter of the Year (Az év dalszövegírója) és az International Achievment Awards kategóriát. A Jagged Little Pill, Live DVD, amin Alanis közreműködő rendező volt. Ez a DVD a turné koncertfelvételeiből állt. A DVD megnyerte az 1998-as Grammy-díjat a Best Music Video, Long Form (Legjobb hosszú videó /koncertfelvételek, stb./) kategóriában.
Nagyon elfáradt a turné miatt, ezért jógázni kezdett. Az Iyengar jógát próbálta meg használni feltöltődésre. Az utolsó, 1996-os decemberi koncert után Indiába utazott hat hétre. Vele utazott az anyja, két nagynénje és két barátnője.

### 2002-2003:Under Rug Swept
2001-ben Alanis Stephanie MxKay-jel közreműködött tricky "Excess" című dalában, ami felkerült a Blowback című albumra. 2002 februárjában Alanis megjelentette ötödik stúdióalbumát, az Under Rug Swept-et. Ez volt az első album a karrierjében, amit egyedül írt és ő volt az egyedüli producer. Az együttese, Joel Shearer, Nick Lashley, Chris Chaney és Gary Novak, játszottak a legtöbb hangszeren. Segítséget kapott még Eric Avery-től, Dean DeLeo-tól, Fleától és Meshell Ndegeocello-tól. Nem sokkal az album felvételei után lecserélte az együttesét egy teljesen újra. Az új tagok: Jason Orme, Zac Rae, David Levita és Blair Sinta, akik azóta is Alanissal játszanak.
Az Under Rug Swept az első helyen nyitott a Billboard 200 albumlistáján. Platinalemez lett Kanadában és több, mint egymillió eladott darabbal Amerikában. Az első kislemez az albumról a "Hands Clean" volt, ami a kanadai kislemezlistán az élre került és a rádiókban is nagy sikere lett. Alanis a munkájáért a "Hands Clean"-en és a "So Unsexy"-n Juno-díjat nyert: Producer of the Year (Az éve producere). A második kislemez a "Precious Illusions" volt, ami nem örvendett nagy sikereknek Kanadán és az amerikai rádiókon kívül. További kislemezek az albumról: "Flinch" és "Surrendering"
2002 végén Alanis megjelentetett egy CD+DVD lemezt, a Feast on Scraps-t. A DVD-n egy koncert és egy kisebb dokumentumfilm volt a színfalak mögülről, amit Alanis rendezett. A CD-n nyolc, addig meg nem jelent dal található, amik nem kerültek fel az Under Rug Swept-re. Az első kislemez, "Simple Together", volt. Az albumból körülbelül 70 000 darabot adtak Amerikában és Juno-díjra is jelölve volt: Music DVD of the Year (Az év zenei DVD-je).

### 2004:So-Called Chaos
Morissette volt a házigazdája a 2004-es Juno Awards-nak. Fürdőköpeny volt csak rajta amitől aztán meg is szabadult, felfedve alatta a bőrszínű kezeslábast válaszként az amerikai cenzúra-korszakra amit Janet Jackson villantása váltott ki a XXXVIII. Superbowl alatt. Morissette kiadta a hatodik stúdióalbumát 2004-ben, So-Called Chaos címen. Újra saját maga írta a dalait Tim Thorney közreműködésével és a producer John Shanks-el. Az album az ötödik helyen debütált a Billboard 200-as listáján, ám vegyes kritikát kapott, ennek az albumának lett a legalacsonyabb eladási száma Amerikában. A kislemez 'Everything' néven nagy sikereket ért el adult top 40-en.

### 2006-mostanáig:Flavors of Entanglement
Alanis felvett zenei karrierjében 2006 volt az első év, amikor egyetlenegy koncertfellépése sem volt, kivétel egy januári fellépés a The Tonight Show with Jay Leno-ban, amikor a "Wunderkind" című dalt adta elő.
2007. április 1-jén Alanis feldolgozta a The Black Eyed Peas "My Humps" című dalát, amit lassú, gyászos hangon vett fel és csak egy zongora kíséri. YouTube-ra feltöltött kísérő videó, amiben provokálóan táncol pár férfivel és leüti azokat, akik megpróbálják megfogni az ő "lady lumps" ("hölgydarabká")-it, április 13.-áig majdnem elérte az öt milliós nézőszámot. Alanis nem adott semmilyen interjút, amiben elmondta volna dal történetét, ezért azt találgatták, hogy valószínű hogy ez egy Április Elsejei tréfa volt. A Black Eyed Peas énekesnője, Fergie egy fenék alakú tortát küldött Alanisnak egy helyeslő üzenettel.
2007. június 4-én Alanis elénekelte a "The Star-Spangled Banner"-t és az "O Canada"-t (az amerikai és a kanadai himnuszt), a Stanley Cup Finals 4. játékában, ahol az Ottawa Senators és az Anaheim Ducks küzdöttek meg egymás ellen Ottawában, Ontarióban.
2007. április 24-én Morissette fellépett a The Nightwatchman, azaz Tom Morello a Rage Against the Machine-ból és az Audioslave-ből, a Hotel Café-ban Los Angelesben. Ott azt mondta, hogy ő és Guy Sigsworth producer "az utóbbi hónapokban magányosan Londonban és Los Angelesben írtak egy csoport dalt". Morissette-ék játszottak egy új dalt, a "Not As We"-t, amit Sigsworth kísért zongorán. Az előadásról egy dalt meg lehet tekintani Alanis honlapján, a www.alanis.com -on a "videos" kategóriában.
2007. szeptember 14-én Alanis hivatalos myspace-es oldalára felkerült egy interjú Guy Sigsworth-szel, aki közreműködője és co-producere Alanis új albumának a Flavors of Entanglement-nek. Az interjúban felmerült, hogy 25 dalt írtak az albumra és 13 dal lesz kiválasztva az albumra, még 8 dalt készítenek el.
A második ismert dalt, amit a 2007-es felvételek alatt elkészítettek, az "Underneath". A dalnak 2007. szeptember 15-én volt a nem hivatalos bemutatója a los-angelesi Kodak Színházban, az Elevate Filmfesztiválon. A fesztivál célja az volt, hogy dokumentumfilmeket, zenei videókat, beszámolókat és rövidfilmeket készítsenek, olyan témákban, amik felemelik az emberi öntudat szintjét a Földön.
Morissette jelenleg részt vesz a Matchbox Twenty és a Mute Math turnéján.
Alanis kiadott egy nyilatkozatot, amiben elárulta az új albumának, a 'Flavors of Entanglement'-nek a megjelenését, ami 2008. május 20.

## Érdekesség
Az első, tinédzser korában felvett demolemezeit egy betörés közben ellopták, így csak ő és a gyártásban résztvevő néhány személy hallhatta a legkorábbi felvett dalait.
Az 1999-es The Prayer Cycle album Mercy című számban magyarul próbált énekelni, több-kevesebb sikerrel.
Ő játszotta Isten szerepét Kevin Smith 1999-ben készült Dogma című filmjében.

## Diszkográfia

### Albumok
- Alanis (csak Kanadában, 1991)
- Now Is the Time (csak Kanadában, 1992)
- Jagged Little Pill (1995)
- Space Cakes (csak Japánban, 1995)
- Supposed Former Infatuation Junkie (1998)
- Alanis Unplugged (1999)
- Under Rug Swept (2002)
- Feast on Scraps (CD/DVD, 2002)
- Alanis Morissette - iTunes Originals (2004)
- So-Called Chaos (2004)
- Jagged Little Pill Acoustic (2005)
- Alanis Morissette: The Collection (2005)
- Flavors of Entanglement (2008. május 20.)